# Ти ловиш
Ти ловиш је југословенски и словеначки филм први пут приказан 8. јуна 1961. године а режирао га је Франце Космач.

## Улоге
| Глумац           | Улога            |
| ---------------- | ---------------- |
| Јуре Ремскар     | Саша             |
| Наташа Ремскар   | Злата            |
| Јапец Јакопин    | Матјажек         |
| Велимир Гјурин   | Мишек            |
| Бард Облак       | Примож           |
| Миха Бургер      | Бранко           |
| Јернеј Пенгов    | Зорко            |
| Франц Пресетник  | Командир         |
| Стане Старешинич | Ихтиолог         |
| Мила Качић       | Командирова жена |